# Bakuarkipelagen
Bakuarkipelagen är öar i Azerbajdzjan.   De ligger i distriktet Şirvan, i den sydöstra delen av landet, 100 kilometer söder om huvudstaden Baku.